# 兎束俊之
兎束 俊之（うづか としゆき、1939年6月8日 - ）は、日本のヴィオラ奏者。元東京音楽大学学長で同大名誉教授。父にヴァイオリニストの兎束龍夫がいる。

## 人物
東京芸術大学にて河野俊達、浅妻文樹に学び、卒業後の1962年にNHK交響楽団に入団する。1968年から1970年まで給費留学生としてドイツに渡り、ミュンヘン音楽大学にてゲオルク・シュミットに師事しながらミュンヘン・バッハ管弦楽団に参加した。1971年から1972年までバイエルン放送交響楽団で、1972年から1977年まではボン・ベートーヴェンハレ管弦楽団で首席ヴィオラ奏者を務めた。1975年、フランス・ボルドー国際音楽祭で銀賞を受賞した。1977年に日本へと帰国する。
1996年、1997年のミュンヘン国際音楽コンクールでは審査員を務めた。2001年から2005年まで東京音楽大学学長を務める。2002年、長野県に「アンサンブル信州㏌宮田」を設立し、自身も2008年より長野県宮田村に居住。2014年、宮田村による村民栄誉賞を受け、同賞の第1号となった。
今上天皇・徳仁の学生時代よりヴィオラを指導し、40年以上に渡る交流をもつ。皇太子徳仁と小和田雅子の結婚に際して、ヴィオラとピアノで編成される「ロマンス」を作曲し両人に捧げた。2019年の天皇即位にも、ヴィオラとピアノ曲の「輝ける『令和』に向かい」を贈っている。